# 集石 (縄文時代)

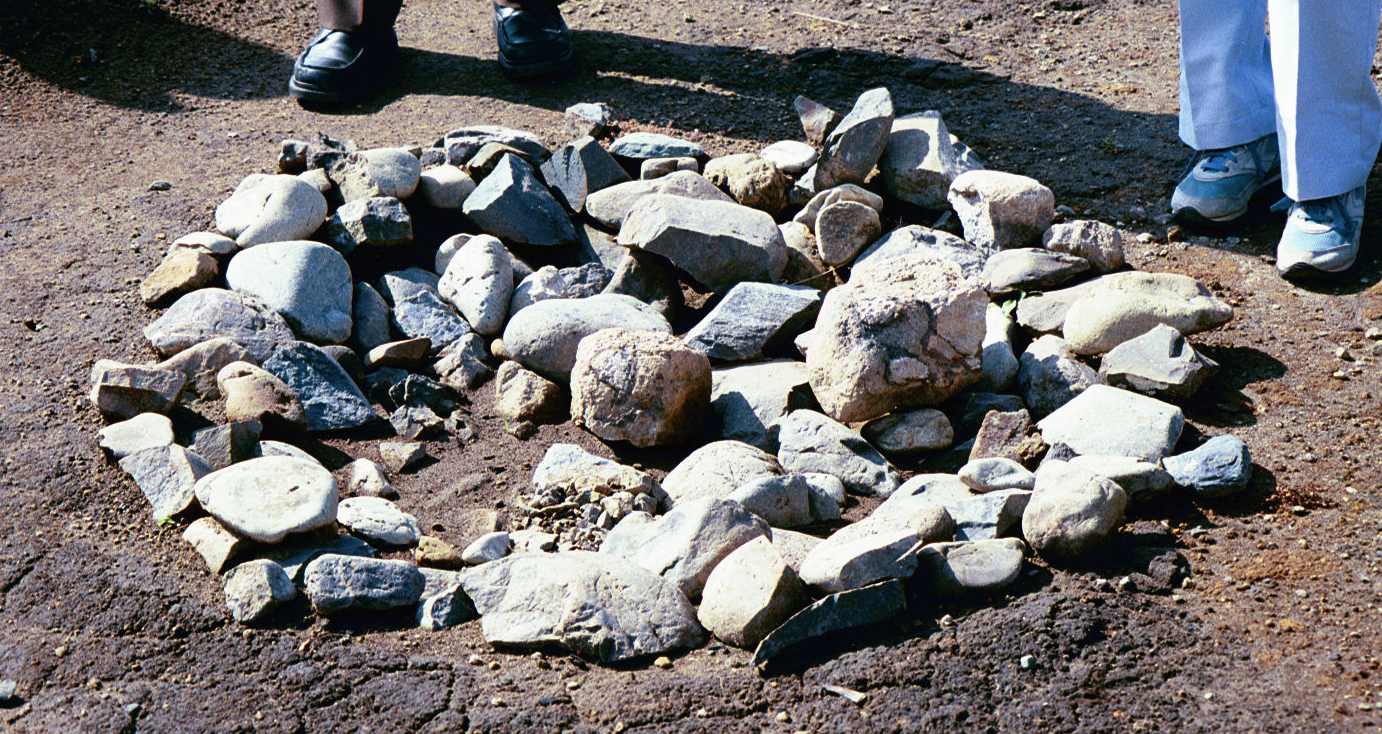
鹿児島県霧島市上野原遺跡（鹿児島県上野原縄文の森）の実験用集石

集石（しゅうせき）または集石遺構（しゅうせきいこう）は、日本列島の縄文時代遺跡で検出される遺構。多くの石（礫）を集約して加熱し、肉などを焼いた調理施設と考えられている。旧石器時代の「礫群」と同じものとされる。地面に穴を掘って礫を充填した場合は集石土坑（しゅうせきどこう）ともいう。

## 概要
縄文時代の遺構面（縄文時代当時の地表面。生活面ともいう。）に、こぶし大程度の数十個の礫とその破片がまとまって分布した状態で検出される。これらの礫は多くの場合、被熱による赤い変色や黒色炭化物の付着などの表面変化が認められ、高熱によりヒビが入ったり破砕したりしたものが多い。縄文時代でも早期・前期の遺跡から多く検出される。
構造のパターンとしては、
1. 地面に穴（土坑）を掘り、平らな石を底に敷き詰め、その上に礫を充填したもの。
2. 地面に穴（土坑）を掘り、礫だけを充填したもの。
3. 地面に穴（土坑）を掘らず、平らなままで礫を配したもの。

などがある。
被熱しているため調理施設であろうと推測されている。実験・実演による検証から、木枝等で火を焚いて礫を熱し、魚肉や獣肉などを葉などで包んで中に入れ、更に上から土などで覆い、蒸し焼きにしたのではないかと考えられている。
現代の日本考古学界や埋蔵文化財の発掘調査現場では、旧石器時代の層位から検出される、ほぼ同一構造の礫の集中遺構を「礫群」と呼称するが、これらと縄文時代の集石とは、呼称は異なるが本来同じものと考えられており、礫群から集石への変遷過程などについても研究されている。